# Дерек, Бо
Бо Де́рек (англ. Bo Derek, урожд. Мэри Кэтлин Коллинз (англ. Mary Cathleen Collins), род. 20 ноября 1956, Лонг-Бич) — американская актриса и фотомодель, вдова Джона Дерека.

## Личная жизнь
Бо Дерек, настоящее имя Мэри Кэтлин Коллинз, родилась 20 ноября 1956 года в Лонг-Бич, Калифорния. Она является дочерью Полин и Пола Коллинзов, фотографа и исполнительного директора рекламного агентства Ховер. У нее есть две сестры, Керри и Коллин.
В 1973 году, в возрасте 16 лет, Бо Дерек встретила Джона Дерека, актера, режиссера и фотографа, который был на 30 лет старше ее. Они начали встречаться, и Джон развелся со своей тогдашней женой, актрисой Линдой Эванс. Бо и Джон поженились в Германии в 1976 году, сразу после того, как его развод стал официальным. Они не имели детей. Джон Дерек умер от сердечного приступа в 1998 году.
После смерти мужа Бо Дерек начала встречаться с актером Джоном Корбеттом. Они встречаются с 2002 года и живут вместе на ранчо в Калифорнии.
Бо Дерек также известна своей работой на благо животных. Она является членом Комиссии по конным спортивным видам штата Калифорния и активно участвует в деятельности нескольких организаций по защите прав животных.

## Карьера
Во время учёбы в Narbonne High School в возрасте 16 лет в 1973 году, Коллинз прослушала на главную женскую роль в фильме Джона Дерека "Once Upon a Love", низкобюджетной романтической драме, снятой в Греции. Несмотря на то, что Дерек рассматривал Коллинз на эту роль, он считал, что её естественные светлые волосы плохо подходят для персонажа, которого он видел брюнеткой. Тем не менее, он предложил Коллинз роль при условии, что она окрасит волосы в более тёмный цвет.
В 1979 году Дерек была выбрана на роль Дженни Хэнли в романтической комедии "Десятка". Режиссёром фильма был Блейк Эдвардс, а в главной роли снялся Дадли Мур, который считал персонаж Дерек идеальной женщиной, то есть "идеальной десяткой". Внешний вид Дерек в сцене мечты, где она бежит к Муру в обтягивающем купальнике цвета нюд, привёл к тому, что она стала секс-символом. За свою роль в фильме Дерек была номинирована на Золотой Глобус в категории "Новая звезда года", но уступила Бетт Мидлер за её роль в фильме "The Rose".

## Фильмография
| Год       |    | Русское название                          | Оригинальное название               | Роль                |
| --------- | -- | ----------------------------------------- | ----------------------------------- | ------------------- |
| 1977      | ф  | Смерть среди айсбергов                    | Orca, the Killer Whale              | Энни                |
| 1979      | ф  | Десятка                                   | 10                                  | Дженни Хенли        |
| 1980      | ф  | Смена времён года                         | A Change of Seasons                 | Линдси Ратледж      |
| 1981      | ф  | Фантазии                                  | Fantasies                           | Анастейша           |
| 1981      | ф  | Тарзан, человек-обезьяна                  | Tarzan, the Ape Man                 | Джейн Паркер        |
| 1984      | ф  | Болеро                                    | Bolero                              | Эйри Макгилвери     |
| 1989      | с  | —                                         | D.C. Follies                        | в роли самой себя   |
| 1989      | ф  | Призраки этого не делают                  | Ghosts Can’t Do It                  | Кэти О’Деар Скотт   |
| 1991      | тф | —                                         | Krofft Late Night                   | доктор Карен Теден  |
| 1992      | тф | Горячий шоколад                           | Amour et chocolat                   | Би Джей Кэссиди     |
| 1992      | ф  | Сновидение в Калифорнии                   | Sognando la California              | в роли самой себя   |
| 1994      | тф | Разбитая интрига                          | Shattered Image                     | Хелен Олгуд         |
| 1994      | ф  | Жрица страсти                             | Woman of Desire                     | Кристина / жена     |
| 1995      | ф  | Увалень Томми                             | Tommy Boy                           | Беверли             |
| 1998      | с  | —                                         | Wind on Water                       | Сайел Коннолли      |
| 1999      | с  | Шоу Дрю Кэри                              | The Drew Carey Show                 | в роли самой себя   |
| 2000      | с  | Семейный закон                            | Family Law                          | Камилл Уэллер       |
| 2000      | с  | Королева мечей                            | Queen of Swords                     | Мэри Роуз           |
| 2000      | тф | Убийство на Каннском кинофестивале        | Murder at the Cannes Film Festival  | Тада Прайс          |
| 2000      | с  | —                                         | Emeril                              | в роли самой себя   |
| 2001      | с  | Два парня и девушка                       | Two Guys, a Girl and a Pizza Place  | Сьюзан Берген       |
| 2001      | ф  | Застывший от страха                       | Frozen with Fear                    | Кэтрин Салливан     |
| 2001      | тф | Комната 101                               | Horror 101                          | мисс Эллисон Джеймс |
| 2001      | с  | Боб Паттерсон                             | Bob Patterson                       | в роли самой себя   |
| 2001      | ф  | —                                         | Life in the Balance                 | Кэтрин Гарр         |
| 2001      | ф  | Солнечная буря                            | Sunstorm                            | Виктория Уоррен     |
| 2002      | ф  | Мастер перевоплощения                     | The Master of Disguise              | в роли самой себя   |
| 2003      | ф  | Разыскиваются в Малибу                    | Malibu’s Most Wanted                | Бесс Глюкман        |
| 2003      | с  | —                                         | Lucky                               | Джоан               |
| 2003      | ф  | Бум                                       | Boom                                | в роли самой себя   |
| 2003—2005 | с  | Седьмое небо                              | 7th Heaven                          | миссис Кинкерк      |
| 2005      | с  | Непослушные родители                      | Still Standing                      | миссис Роуз Гранди  |
| 2005      | тф | Крестоносец                               | Crusader                            | Никола Маркхэм      |
| 2006      | с  | Дом моды                                  | Fashion House                       | Мария Джанни        |
| 2011      | тф | —                                         | Hunt for the I-5 Killer             | Сивер               |
| 2012      | с  | Чак                                       | Chuck                               | в роли самой себя   |
| 2012      | с  | C.S.I.: Место преступления Майами         | CSI: Miami                          | Джоанна Торинг      |
| 2013      | ф  | Парк Хайленд                              | Highland Park                       | Дестини             |
| 2015      | тф | Акулий торнадо 3                          | Sharknado 3: Oh Hell No!            | Мэй Уэкслер         |
| 2017      | тф | —                                         | Christmas in the Heartland          | Эльза Джентри       |
| 2018      | ф  | Пять свадеб                               | 5 Weddings                          | Мэнд Синх           |
| 2018      | тф | Последний акулий торнадо: как раз вовремя | The Last Sharknado: It’s About Time | Мэй Уэкслер         |

## Награды и номинации
| Награда        | Год  | Категория                         | Работа                                                       | Результат |
| -------------- | ---- | --------------------------------- | ------------------------------------------------------------ | --------- |
| Золотой глобус | 1980 | Лучший дебют актрисы              | Десятка                                                      | Номинация |
| Золотая малина | 1982 | Худшая женская роль               | Тарзан, человек-обезьяна                                     | Победа    |
| Золотая малина | 1985 | Худшая женская роль               | Болеро                                                       | Победа    |
| Золотая малина | 1990 | Худшая актриса десятилетия        | Тарзан, человек-обезьяна / Болеро                            | Победа    |
| Золотая малина | 1991 | Худшая женская роль               | Призраки этого не делают                                     | Победа    |
| Золотая малина | 1996 | Худшая женская роль второго плана | Увалень Томми                                                | Номинация |
| Золотая малина | 2000 | Худшая актриса века               | Тарзан, человек-обезьяна / Болеро / Призраки этого не делают | Номинация |
| Золотая малина | 2003 | Худшая женская роль второго плана | Мастер перевоплощения                                        | Номинация |